# Село Казтая Ултаракова
Казтая Ултаракова (каз. Қазтай Ұлтарақов, до 2014 г. — Масак) — село в Енбекшиказахском районе Алматинской области Казахстана. Административный центр Масакского сельского округа. Код КАТО — 194065100.

## Население
В 1999 году население села составляло 2387 человек (1166 мужчин и 1221 женщина). По данным переписи 2009 года, в селе проживали 2944 человека (1455 мужчин и 1489 женщин).

## Топографические карты
- Лист карты K-44-13 Чилик. Масштаб: 1 : 100 000. Состояние местности на 1979 год. Издание 1984 г.